# Ulica Wincentego Witosa w Katowicach
Ulica Wincentego Witosa w Katowicach – ulica w katowickiej dzielnicy Osiedle Witosa. Rozpoczyna swój bieg przy skrzyżowaniu z ulicą Obroki. Następnie kieruje się w kierunku osiedla Wincentego Witosa na południe, krzyżuje się z ulicą Stanisława Kossutha, ulicą Macieja Rataja (rondo Aleksandry Śląskiej), ulicą Eugeniusza Kwiatkowskiego (rondo Józefa Olejniczaka) i ulicą Norberta Barlickiego. Kończy swój bieg za skwerem rtm. Witolda Pileckiego i za skrzyżowaniem z ulicą Michała Ossowskiego − przy autostradzie A4 (ulica Kochłowicka).

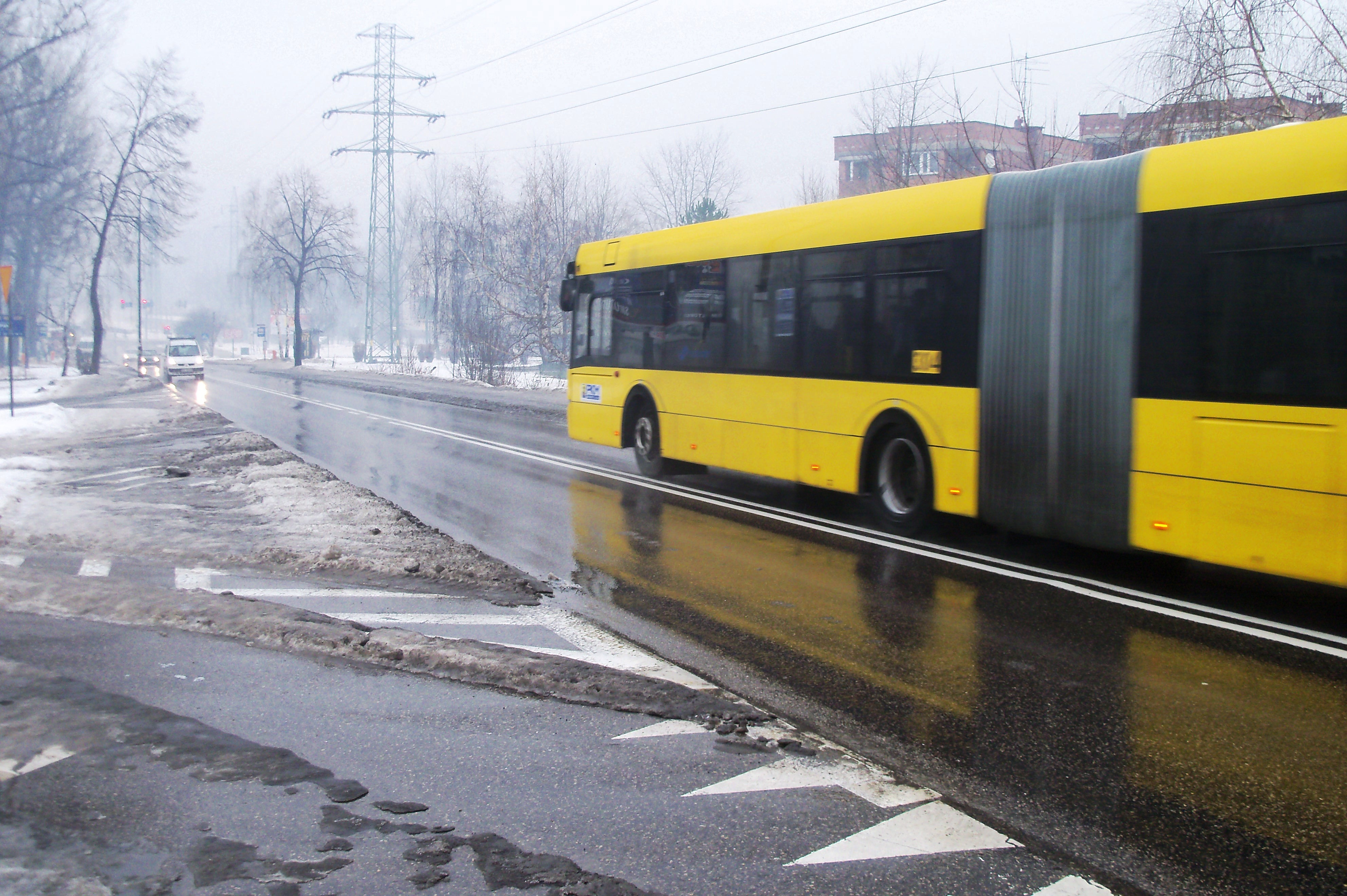
Fragment ulicy Wincentego Witosa (widoczny autobus linii 193)

Droga powstała po II wojnie światowej na terenach Załęskiej Hałdy. W latach 1947–1948 zbudowano przy niej osiedle domków fińskich dla pracowników KWK „Kleofas”, istniejące do lat 70. XX wieku. W latach osiemdziesiątych XX wieku przy ulicy wzniesiono budynki mieszkalne z tzw. „wielkiej płyty”. Cztero- i ośmiokondygnacyjne bloki zaprojektowali Jerzy Rak, Marek Olas, Andrzej Trybuś i Janusz Grzegorczyk, pracujący dla firmy „Inwestprojekt Katowice”. Uchwałą Rady Miasta Katowice nr LII/1070/10 z dnia 25 stycznia 2009 roku plac położony na rogu ul. Wincentego Witosa i ul. Michała Ossowskiego nazwano skwerem rtm. Witolda Pileckiego.
Na rogu ulic Wincentego Witosa i Michała Ossowskiego znajduje się przydrożny krzyż z początku XX wieku (rejon skweru rtm. Witolda Pileckiego).
Przy ulicy Wincentego Witosa swoją siedzibę mają m.in. (stan na 2011 rok): firmy handlowo-usługowe, prywatne przedszkole, biura rachunkowe, prywatna szkoła podstawowa, Spółdzielnia Mieszkaniowa „Załęska Hałda”, Biuro Projektowo-Inwestycyjne Służby Zdrowia, Szkoła Podstawowa nr 33, Poradnia dla Dorosłych i Dzieci czy Miejskie Przedszkole nr 13.
Plac świętego Herberta przy ul. Wincentego Witosa jest terenem zielonym, pełniącym integrującą funkcję w założeniu urbanistycznym o mniejszej skali, jakim jest osiedle Wincentego Witosa. Ulicą kursują linie autobusowe ZTM.